# Státní znak Rovníkové Guiney
Státní znak Rovníkové Guiney tvoří stříbrný štít se stromem kapokem (vlnovec pětimužný) v přirozených barvách. Nad štítem je do oblouku šest zlatých šesticípých hvězd, pod ním stříbrná stuha se španělským textem UNIDAD PAZ JUSTICIA (česky Jednota, mír, spravedlnost).
Znak byl převzat ze znaku města Bata. Strom symbolizuje smlouvu se Španělskem v roce 1843, ale i zemědělství, lesnictví a jejich význam pro rozvoj země. Hvězdy představují provincie země v době přijetí (Rio Muni, Fernando Pó, Annobón, Elobey Grande, Elobey Chico a Corisco).

## Historie
Ostrov Bioko (dříve Fernando Pó), na kterém leží hlavní město Rovníkové Guiney Malabo, objevil roku 1472 při hledání cesty do Indie portugalský mořeplavec Fernão do Pó, po němž byl ostrov pojmenován. Na konci 15. století byl spolu s ostrovem Pagalu (dnes Annobón) a pevninskou částí (zvanou Rio Muni, dříve Mbini) kolonizován Portugalci. Roku 1778 toto území postoupili Španělům výměnou za území v Jižní Americe. V letech 1827–1858 ostrov Fernando Pó spravovali Britové. V roce 1844 Španělsko anektovalo pevninskou část a pojmenovalo ji Rio Muni a v roce 1885 byla spolu s ostrovy Fernando Pó, Corisco a Elobey začleněna do protektorátu Španělská území v Guinejském zálivu. V roce 1900 byla v Paříži podepsána smlouva mezi Francií a Španělskem o hranicích nově vzniklé španělské kolonie Rio Muni a v roce 1926 byla z kolonie Rio Muni spojením s ostrovy Fernando Pó a Pagalu vytvořena kolonie Španělská Guinea. V roce 1956 se z ostrovů Fernando Pó a Pagalu stala Provincie Guinejského zálivu, v roce 1959 byl status Španělské Guineje změněn z kolonie na zámořské území a 30. července 1959 byla přejmenována na Španělskou rovníkovou oblast. Ta se administrativně členila na provincie Rio Muni a Fernando Pó. Obě provincie užívaly svůj znak:
Znakem španělské zámořské provincie Rio Muni byl znak města Bata, jejího hlavního města. Znak tvořil štít s výjevem mořského pobřeží s krajinou se zelenými pahorky, se světle modrou oblohou a modro-stříbrnými vlnami, z nichž v popředí vyrůstá zelený strom kapok (vlnovec pětimužný). Na štítu je položena zlatá, červeně podšitá koruna s červenými diadémy, tvořená devíti heraldickými liliemi (5 větších, 4 menší). Dle pověsti uzavřel král Bonkoro roku 1843 pod takovýmto stromem smlouvu se Španěly.
Znakem španělské zámořské provincie Fernando Pó byl znak města Santa Isabel (dnes Malabo). Znak byl tvořen stříbrně děleným a od středu černo-zlatě polceným štítem s červeno-stříbrně vykládaným lemem s figurami ze znaků Kastilie a Leonu. V horním, stříbrném poli byla bílá hora, v heraldicky pravém, černém stylizované, korunované písmeno "Y" a v levém, zlatém byl v horní části černý nápis BIAFRA, v dolní části střídavě čtyři černá (na obrázku modrá) a čtyři stříbrná, zvlněná břevna a uprostřed (přes břevna) kosmo položená zlatá (na obrázku černá) kotva. Hora na znaku představuje nejvyšší horu ostrova i Rovníkové Guiney: Pico de Santa Isabel (dnes Pico Basilé). Písmeno "Y" symbolizuje portugalskou královnu Yzabel (Alžběta Portugalská), po níž bylo město pojmenováno. Kotva a zvlněná břevna symbolizují Biaferskou zátoku (dnes záliv Bonny) a Guinejský záliv.

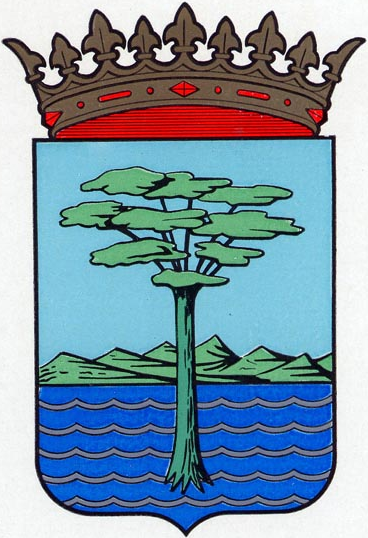
Znak města Bata, shodný se znakem provincie Rio Muni (1959–1968)
Znak města Malabo, shodný se znakem provincie Fernando Pó (1959–1968)

Po referendu ze dne 15. srpna 1963 se ze Španělské rovníkové oblasti stalo Autonomní společenství Rovníková Guinea a obě provincie získaly vnitřní samosprávu. V březnu 1968 oznámilo Španělsko, že zemi poskytne nezávislost, 11. srpna 1968 byla přijata ústava a 12. října 1968 byla vyhlášena nezávislost Rovníkové Guiney. Nově zavedený státní znak zavedený v den vyhlášení nezávislosti je shodný se znakem současným. Přesně po roce byl znak umístěn na státní vlajku, pouze štít měl, dle některých zdrojů, žlutou barvu (pro lepší odlišení v bílém pruhu).
Zřejmě v roce 1975 (ale jsou uváděny i roky 1972 nebo 1973) nechal diktátor Francisco Macias Nguema zavést nový státní znak. Ten byl tvořen jeho osobním znakem – červeným kohoutem. V pozdějších vyobrazeních byl kohout světle hnědý s červeno-hnědou hrudí a s tmavě žlutou hlavou. Krční lalůček a hřebínek byly červené a zobák s pařáty žluté. Pod kohoutem byla africká motyka (eba) zkřížená se sekerou (hacha), doprovázely je motyka na vyhrabování brázd (azada) a krumpáč (pico). Přes zkřížené nástroje byl položen pilník (lima) a mačeta. Vše v přirozených barvách. Nad mačetou byla zlatá stuha s nápisem TRABAJO (česky Práce). Pod znakem byla zlatá stuha s textem z předchozího znaku (UNIDAD PAZ JUSTICIA). Na poštovní známce vydané 25. prosince 1975 je vyobrazen tento znak zrcadlově obrácen (zřejmě tisková chyba) a s opisem REPÚBLICA DE GUINEA ECUATORIAL kolem kohouta (ten však zřejmě nebyl součástí znaku). Nástroje s nápisem představovaly práci, sebedůvěru, nutnou k budování státu, spojení zemědělců, dělníků a lesních dělníků. Kohout vyjadřuje výzvu k probuzení národa a k budování své země.

Znak Rovníkové Guiney (~1975–1979)

3. srpna 1979 byl při vojenském převratu prezident Nguema svržen a zemi až do roku 1982 řídila Nejvyšší vojenská rada. Původní znak z roku 1968 byl zaveden 21. srpna 1979 (v úpravě z roku 1969) a užívá se dodnes. Znak se někdy zobrazuje se zlatou stuhou.